# Аккумський сільський округ (Жалагаський район)
Аккумський сільський округ (каз. Аққұм ауылдық округі, рос. Аккырский сельский округ) — адміністративна одиниця у складі Жалагаського району Кизилординської області Казахстану. Адміністративний центр та єдиний населений пункт — село Аккум.
Населення — 1961 особа (2021; 2158 у 2009, 2200 у 1999, 2166 у 1989).
Станом на 1989 рік існувала Кокжиденська сільська рада (село Аккум).